# تینوسوکه کینوگاسا
تینوسوکه کینوگاسا (به ژاپنی: 衣笠 貞之助) (زاده ۱ ژانویهٔ ۱۸۹۶ – درگذشته ۶ فوریه ۱۹۸۲) هنرپیشه و کارگردان فیلم اهل ژاپن بود.

## گزیدهٔ فیلمشناسی
- برگی از جنون (۱۹۲۶)
- دروازه جهنم (۱۹۵۳)